# Мюллер-Коэн, Анитта
Анита Мюллер-Коэн (нем. Anitta Müller-Cohen, урождённая Розенцвейг нем. Rosenzweig, 6 июня 1890, Вена — 26 июня 1962, Тель-Авив) — еврейка австрийского происхождения, эмигрировавшая в Тель-Авив, Палестина, в 1935 году. В Австрии она была видным общественным деятелем, политиком и писательницей, которая всё больше интересовалась сионизмом. Одна из ведущих членов Еврейской национальной партии в Вене, она организовала и активно участвовала в Первом Всемирном конгрессе еврейских женщин, который состоялся в Вене в мае 1923 года. На Американском еврейском конгрессе в Чикаго в 1925 году она выступила на открытии сессии. После эмиграции в Палестину в 1935 году она стала членом Женской организации Мизрахи, основала Социальную службу женщин и продолжила свою благотворительную деятельность, которая в основном касалась детей и иммигрантов.

## Биография
Анитта Розенцвейг родилась 6 июня 1890 года в Вене и была дочерью купца Соломона Розенцвейга и его жены Софи, урождённой Шнабель. Выросшая в зажиточной еврейской семье, она, как считается, посещала венскую Bürgerschule или среднюю школу и школу-интернат фон Хенигера в Бреслау. Затем она провела два года в Венском Pädagogikum или педагогическом колледже, где, возможно, получила квалификацию школьного учителя.
В 1909 году она вышла замуж за торговца Арнольда Мюллера, от которого у неё родилась дочь Бланка, умершая в 1938 году. После того, как они развелись в августе 1921 года, в октябре следующего года она вышла замуж за Сэмюэля Коэна, также торговца, от которого в 1928 году у неё родилась дочь Рут; при этом у Сэмюэля уже было две дочери, Элиэзер и Эстер, и он привёл их в общий дом. Она познакомилась с Коэном, страстным сионистом, когда сопровождала детей во время лечения в Швейцарии. Брак значительно усилил интерес Анитты Мюллер-Коэн к сионизму.
В годы Первой мировой войны она посвятила себя социальной работе, основав Soziale Hilfsgemeinschaft Anitta Müller (Сообщество социальной помощи Анитты Мюллер), которое управляло группой учреждений для бездомных детей, матерей и беженцев. Её чайная и суповая кухня обслуживала около 3000 человек в день. В частности, она оказывала помощь беженцам из Галиции и Буковины.
В 1923 году Мюллер-Коэн провела все основные местные приготовления к Всемирному конгрессу еврейских женщин, который открылся 6 мая 1923 года в Хофбурге в присутствии президента Австрии Михаэля Хайниша и других высокопоставленных лиц. На съезде выступила с подробным докладом о проблемах, возникших в связи с уходом за детьми в результате Первой мировой войны. В течение 1920-х годов она совершила несколько поездок в Палестину, а также посетила Соединённые Штаты, где выступила на открытии Американского еврейского конгресса 1925 года в Чикаго. На второй Всемирной конференции еврейских женщин, состоявшейся в 1929 году в Гамбурге, она была избрана вице-президентом Всемирной федерации еврейских женщин.
Хотя Мюллер планировала эмигрировать в Палестину со своей семьёй в середине 1920-х годов, они сначала переехали в Люксембург (1929), а затем в Лондон (1932), где она смогла продолжить свою сионистскую деятельность. В конце концов они переехали в Тель-Авив в 1935 году. Она продолжила свою работу с детьми и работала с иммигрантами, создав Hitahdut Olei Austria, Ассоциацию австрийских иммигрантов. Она основала Sherut Nashim Sozialit (Женская социальная служба, 1936) и была активной в женской организации мизрахим, но позже присоединилась к партии Херут. Она участвовала в нескольких сионистских конгрессах в Иерусалиме и была избрана делегатом по особым поручениям в Комитет больших действий на Конгрессе 1956 года.
Анитта Мюллер-Коэн умерла 26 июня 1962 года в Тель-Авиве после продолжительной болезни. В знак признания её работы с беженцами 28 марта 1966 года её имя было присвоено тель-авивскому дому престарелых для бывших австрийских беженцев.